# Junts pel Sí

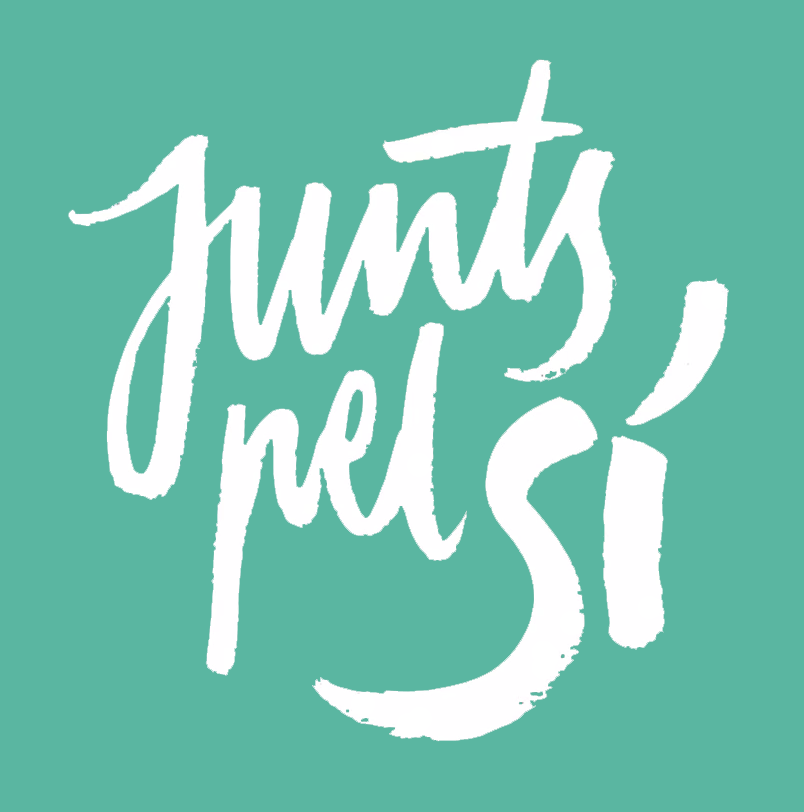
Logo di Junts pel Sí.

Junts pel Sí (che in catalano significa "Insieme per il Sì", abbreviato in JxSí) è stata una lista elettorale catalana indipendentista presentata alle elezioni parlamentari catalane del 2015.
Era composta da quattro partiti di diversa estrazione politica, il cui obiettivo comune era arrivare a una dichiarazione di indipendenza della regione dalla Spagna: Convergenza Democratica di Catalogna, poi divenuto Partito Democratico Europeo Catalano (centro-destra), Sinistra Repubblicana di Catalogna (centro-sinistra), Democratici di Catalogna (centro-destra), Movimento delle Sinistre (centro-sinistra).
Alle elezioni del 27 settembre 2015, la lista ha ottenuto il 39,6% e ha eletto 62 deputati, risultando la prima forza politica della regione. Dopo le elezioni e dopo un iniziale tentativo di ri-eleggere il proprio leader Artur Mas a presidente di Catalogna, Junts pel Sí ha raggiunto un accordo con l'altro partito indipendentista, la CUP (sinistra), e ha eletto quindi a presidente Carles Puigdemont.
Il governo guidato da Puigdemont ha dato avvio al cosiddetto "processo indipendentista", che ha portato al  controverso referendum unilaterale sull'indipendenza della Catalogna del 1º ottobre 2017.

## Risultati elettorali
|                | Voti      | %     | Seggi |
| Regionali 2015 | 1 628 714 | 39,59 | 62    |